# Kafraa
Kafraa (tiếng Ả Rập: كفراع) là một ngôi làng Syria nằm gần ngọn núi Jabal Kafraa thuộc phó huyện Hama của Quận Hama ở Tỉnh Hama. Theo Cục Thống kê Trung ương Syria (CBS), Kafraa có dân số 2.621 người trong cuộc điều tra dân số năm 2004.